# Vilaudric
Vilaudric (francès Villaudric) és un municipi francès del departament de l'Alta Garona, a la regió Occitània.

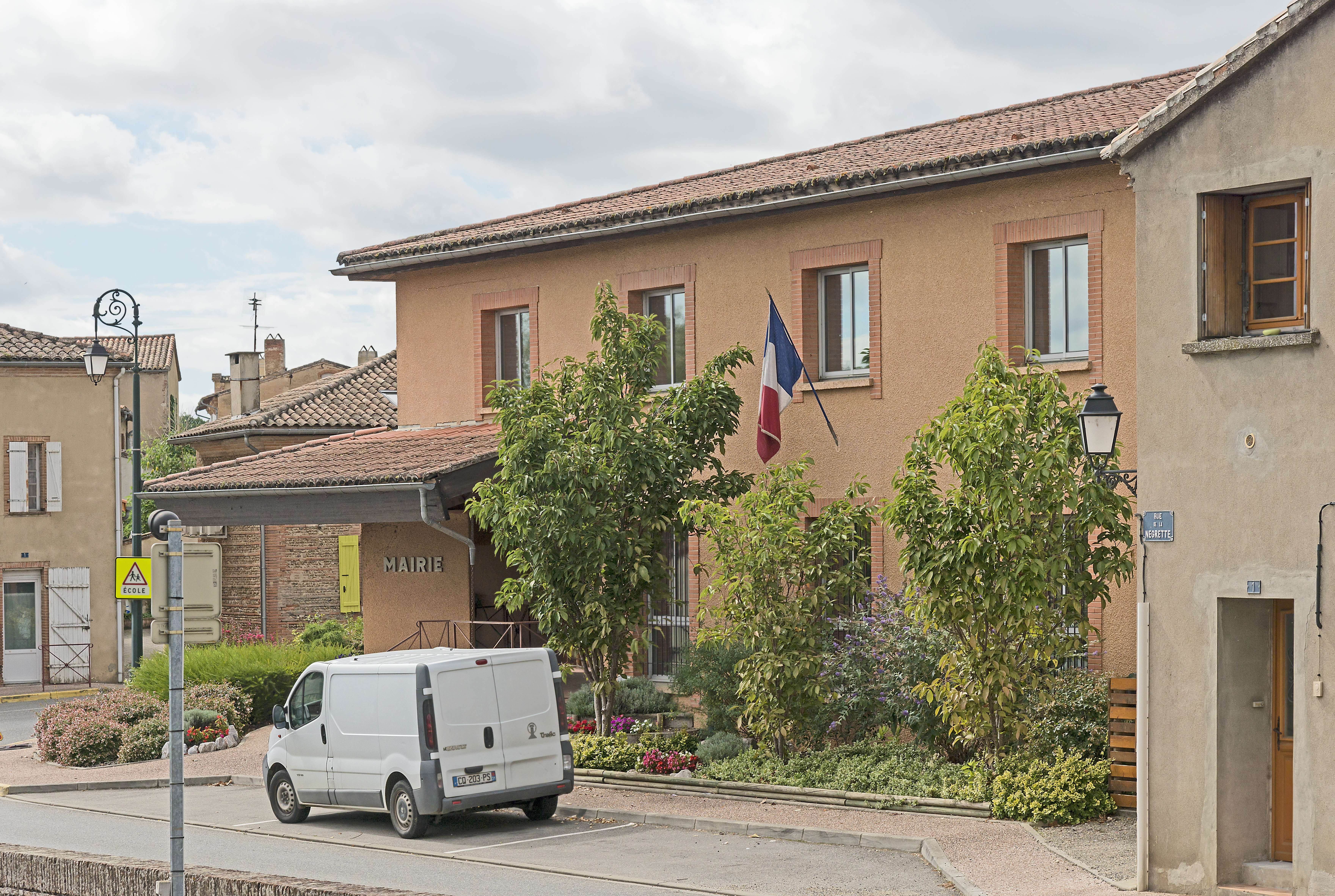
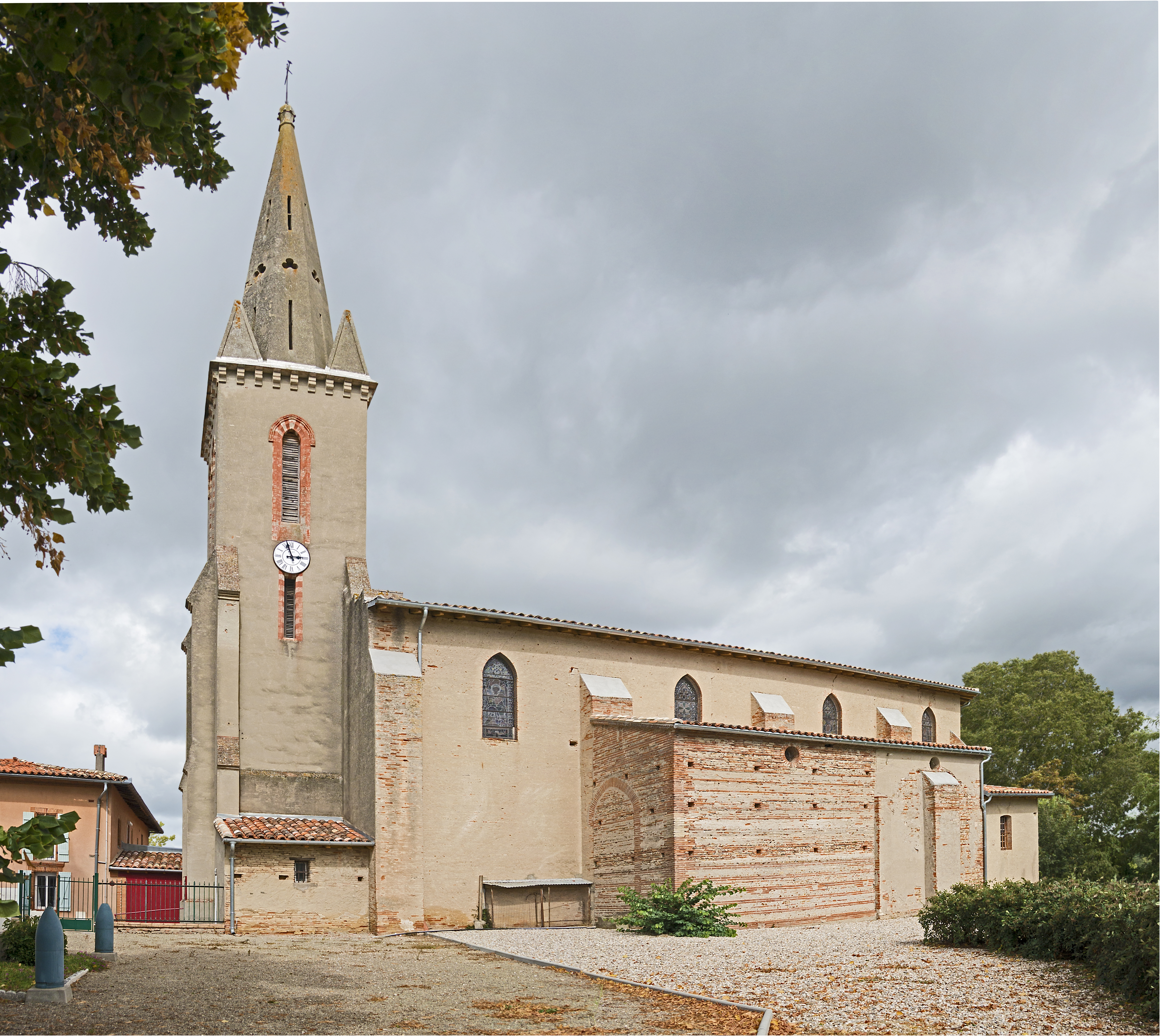